# جائزة جون هاولاند
جائزة جون هاولاند (بالإنجليزية: John Howland Award)‏ هي أرفع تكريم تمنحه جمعية طب الأطفال الأمريكية. سُميت بهذا الاسم نسبة إلى جون هاولاند (1873 ـ 1926)، وهي تُمنح سنويًا منذ سنة 1952 تكريمًا "للخدمات المميزة لطب الأطفال بشكل عام"، وقد حصل عليها العديد من رموز طب الأطفال الأكاديميين الذين أضافوا إلى طب الأطفال وإلى صحة الأطفال بعملهم السريري والبحثي والتدريبي.

## حائزو الجائزة
| - 1952: إدوارد بارك - 1953: غروفر بارز - 1954: بيلا شيك - 1955: جيمس غامبل - 1956: هارولد فابر - 1957: إثيل كولينز دنهام - 1958: إرفاين ماكواري - 1959: دانيال دارو - 1960: برونسون كروذرز - 1961: راستن ماكنتوش - 1962: جوزيف ستوكس - 1963: لوسون ويلكنز - 1964: صمويل ليفاين - 1965: جون كافي - 1966: لوثر إيميت هولت الأصغر - 1967: مارثا ماي إليوت - 1968: بول غيورغي - 1969: ألان ماسي بتلر - 1970: يوسف فاركاني - 1971: هيلين توسيغ - 1972: والدو نلسون - 1973: لويس دياموند | - 1974: ألبرت سابين - 1975: هاري غوردون - 1976: كليمنت أندرو سميث - 1977: آشلي ويتش - 1978: تشارلز ألدرسون جينواي - 1979: أموس كريستي - 1980: هنري كيمبه - 1981: سول كروغمان - 1982: هوراس هودز - 1983: هيلين هاريسون وهارولد هاريسون - 1984: هنري بارنت - 1985: فولف تسولتسر - 1986: ريتشارد داي - 1987: روبرت غود - 1988: جوزيف دانسيس - 1989: بارتون تشايلدز - 1990: جوليوس ريتشموند - 1991: روبرت كوك ورولاند سكوت - 1992: جلبرت فوربس - 1993: لويس بارنس - 1994: سيدني جيليس - 1995: فلويد ديني | - 1996: ميلدريد ستالمان - 1997: ميلفن غرامباك |